# Barbara Bodichon
Barbara Leigh Smith Bodichon (8 d'abril de 1827 - 11 de juny de 1891) va ser una pedagoga i artista britànica, i una de les principals feministes i activistes pels drets de les dones de mitjan segle xix.

## Història dels seus pares i primers anys
Barbara va néixer de la relació extramatrimonial d'Anne Longden, una barretaire d'Alfreton, i el polític whig Benjamin (Ben) Leigh Smith (1783–1860), únic fill de l'abolicionista radical William Smith. Benjamin tenia quatre germanes: la gran, Frances (Fanny) Smith, es va casar amb William Nightingale (de cognom Shore en néixer), amb qui va tenir una filla, Florence, coneguda infermera i estadística; una altra de les seves germanes, Joanna Maria, es va casar amb John Bonham-Carter (1788–1838) i va fundar la família Bonham Carter. El pare de Ben va voler que es casés amb Mary Shore, la germana del seu cunyat William Nightingale.
La llar de Ben Smith era a Marylebone, Londres, però el 1816 va heretar i va adquirir la propietat propera a Hastings: la granja Brown prop de Robertsbridge, que incloïa una casa preexistent construïda al voltant de 1700, i Crowham Manor, Westfield, que tenia 200 acres (0,81 km²). Malgrat ser un membre de la noblesa terratinent, Smith tenia punts de vista radicals. Va ser un dissident, unitari, defensor del lliure comerç i benefactor dels pobres. El 1826 va pagar la construcció d'una escola per als pobres del nucli urbà de Vincent Square, Westminster, i va pagar un penic a la setmana del cost anual de cada nen, la mateixa quantitat pagada pels seus pares.
En una visita a la seva germana a Derbyshire el 1826, Smith va conèixer Anne Longden. Quan va quedar embarassada, ell la va portar a una casa de camp llogada a Whatlington, un petit poble proper a Battle, East Sussex. Allí va viure com a "Mrs Leigh", cognom dels parents de Ben Smith de la propera illa de Wight. El naixement de Barbara va ser un escàndol perquè la parella no es va casar; la il·legitimitat va comportar un pesat estigma social. Smith anava diàriament des de la granja Brown a visitar-les i al cap de vuit setmanes del naixement de Barbara Anne va quedar embarassada de nou. Quan el seu fill Ben va néixer, els quatre van anar plegats a Amèrica, on van residir dos anys, temps durant el qual un altre nen va ser concebut.
En tornar a Sussex, van viure junts obertament en la granja Brown i van tenir dos fills més. Després del naixement del seu últim fill el 1833, Anne va emmalaltir de tuberculosi i Smith va llogar una casa amb vista al mar en el número 9 de Pelham Crescent a Hastings, ja que les propietats saludables de la brisa marina eren tingudes en gran consideració en aquella època. Durant aquest temps, Hanna Walker, una dona del poble, va ser contractada per tenir cura dels nens. Anne no es va recuperar, i Smith la va portar a Ryde, la ciutat de retir a l'illa de Wight, on va morir el 1834, quan Barbara tenia solament set anys.

## Vida adulta

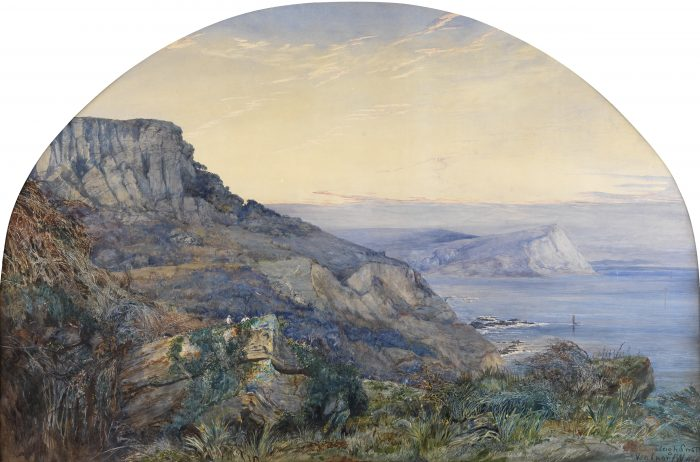
Ventnor pintat per Barbara Bodichon

Des del principi, Barbara va mostrar un fort caràcter i una enorme simpatia, que la portarien a guanyar-se un lloc destacat entre filantrops i treballadors socials. Un grup d'amigues i ella van començar a reunir-se regularment cap a 1850 a Langham Place (Londres) per debatre sobre els drets de les dones, i van començar a ser conegudes com "The Ladies of Langham Place". Aquest es va convertir en un dels primers moviments organitzats de dones a la Gran Bretanya. Van perseguir amb tenacitat moltes causes, i així van constituir, per exemple, el Comitè de Propietat de les Dones Casades. El 1854, Barbara va publicar el seu Resum breu de les lleis d'Anglaterra relatives a les dones, que va ajudar a promoure l'aprovació del Decret de 1882 de propietat de les dones casades. Durant aquest període es va fer amiga íntima de l'artista Anna Mary Howitt, per a qui va posar en diverses ocasions.
El 1857 es va casar amb un eminent metge francès, el Dr. Eugène Bodichon, i malgrat passar molt de temps a Alger, va continuar dirigint els moviments que havia iniciat en nom de les dones angleses.

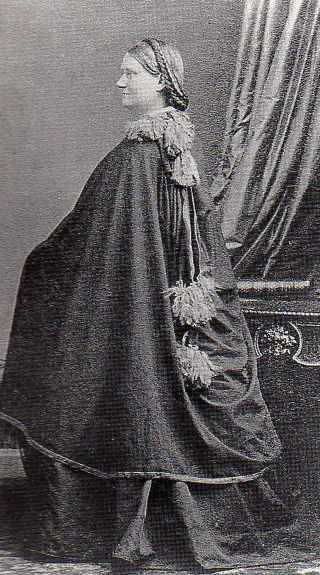
Barbara Bodichon

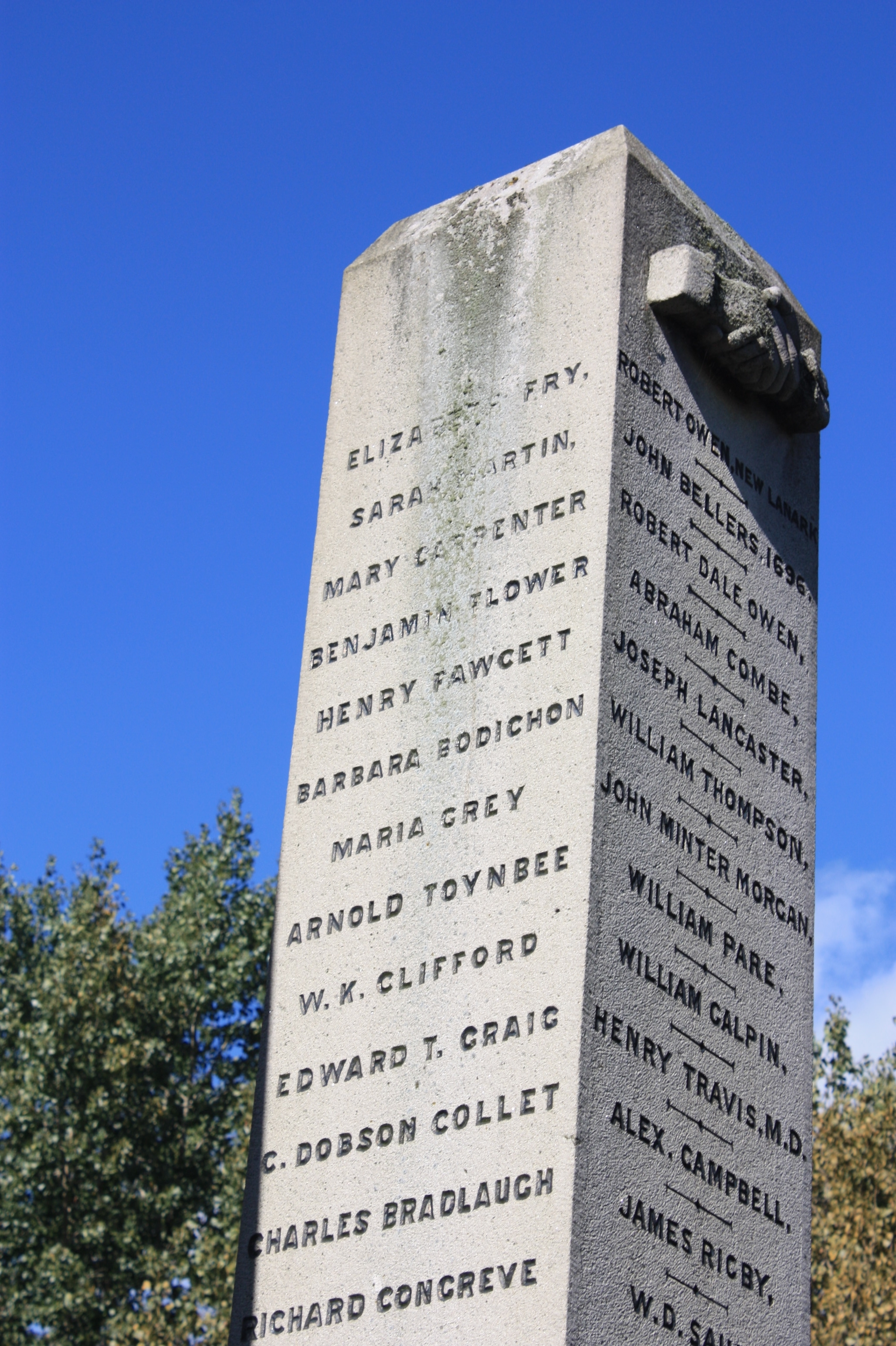
El nom de Barbara Bodichon al Monument de reformistes, cementiri de Kensal Green

El 1858 va fundar l'English Women's Journal, una publicació periòdica per parlar de l'ocupació i dels assumptes d'igualtat directament relacionats amb les dones, en particular del treball industrial manual o intel·lectual, l'augment d'oportunitats d'ocupació, i la reforma de les lleis relacionades amb els sexes.
El 1866, en cooperació amb Emily Davies, va idear un sistema per ampliar l'educació universitària i fer-la arribar a les dones. El primer petit experiment del sistema a Hitchin va dur a la creació, el 1869, del primer col·legi residencial per a dones d'Anglaterra, el Girton College de la Universitat de Cambridge, al qual Madame Bodichon va dedicar generosament gran part del seu temps i els seus diners.
Barbara era unitarista i va escriure sobre Theodore Parker: pregava al Creador, la Mare infinita de tots nosaltres (sempre utilitzant Mare en comptes de Pare en aquesta oració). De totes les pregàries que vaig escoltar en la meva vida, era la que veritablement arribava a la meva ànima. (Lingwood, 2008)
Malgrat tota la seva labor com a benefactora, també va trobar temps per a la vida social i per al seu art favorit, la pintura. Va estudiar amb William Holman Hunt. Les seves aquarel·les, exposades al Salon, la Royal Academy i altres llocs, mostraven gran originalitat i talent, i van ser admirades per Corot i Daubigny. El seu saló literari de Londres va congregar moltes de les celebritats literàries i artístiques del seu temps. Va ser íntima amiga de George Eliot, i segons ella, la primera a reconèixer l'autoria de la seva novel·la Adam Bede. Es diu que el seu aspecte personal es descriu a Romola. Madame Bodichon va morir a Robertsbridge, Sussex, l'11 de juny de 1891.

## Redescobriment
El 2007, la feminista britànica i defensora de la igualtat de drets Lesley Abdela va trobar la tomba de Barbara Bodichon al diminut cementiri de Brightling, East Sussex, a uns 80 km de Londres. Estava en mal estat, amb les reixes rovellades i trencades, i la inscripció de la tomba gairebé il·legible.La historiadora Dra. Judith Rowbotham, de la Universitat Nottingham Trent, va fer una crida per recollir fons per restaurar la tomba i el seu entorn. Es van recaptar al voltant de £1.000. Els diners es va utilitzar sota supervisió local per escalabornar amb doll de sorra, repintar les reixes i netejar la tomba de granit.